# Lillestrøm (stacja kolejowa)
Lillestrøm – stacja kolejowa w Lillestrøm, w regionie Akershus w Norwegii, jest oddalona od Oslo o 21 km.

## Położenie
Jest końcową stacją linii Kongsvingerbanen i znajduje się na liniach Hovedbanen, Gardermobanen i Dovrebanen. Leży na wysokości 109 m n.p.m..

## Ruch dalekobieżny
Stacja obsługuje bezpośrednie połączenia do Trondheim, Lillehammer, Hamar, Gardemoen, Eidsvoll, Dal, Kongsvinger, Oslo Sentralstasjon, Asker, Kongsberg, Skien i Vestfold a także kursy międzynarodowe do Sztokholmu.

## Ruch lokalny
Leży na linii Hovedbanen. Jest elementem  kolei aglomeracyjnej w Oslo. Przez stację przebiegają pociągi linii 440. 450 i 460. Pociągi linii 400 kończą bieg.
| Numer | Stacja początkowa | stacja końcowa |
| ----- | ----------------- | -------------- |
| 400   | Drammen           | Lillestrøm     |
| 440   | Skien             | Dal            |
| 450   | Kongsberg         | Eidsvoll       |
| 460   | Skøyen            | Kongsvinger    |

- Pociągi linii 400 odjeżdżają co pół godziny; na odcinku między Asker a Lysaker jadą trasą Drammenbanen a  między Oslo Sentralstasjon a Lillestrøm jadą trasą Hovedbanen[2].

- Pociągi linii 440 odjeżdżają co godzinę; od Asker jadą trasą Askerbanen a między Oslo a Lillestrøm jadą trasą Gardermobanen[3].

- Pociągi linii 450 odjeżdżają co godzinę; od Asker jadą trasą Askerbanen a między Oslo a Lillestrøm jadą trasą Gardermobanen[4].

- Pociągi linii 460 odjeżdżają co pół godziny w szczycie i co godzinę poza godzinami szczytu; między Oslo a Lillestrøm pociągi jadą trasą Gardermobanen[5].

## Obsługa pasażerów
Kasa biletowa, poczekalnie, telefon publiczny, ułatwienia dla niepełnosprawnych, kiosk, kawiarnia, bankomat, kantor wymiany walut,  parking na 320 miejsc, parking rowerowy, automatyczne skrytki bagażowe, przystanek autobusowy, postój taksówek.